# Varteig
Varteig is een plaats en een voormalige gemeente in Noorwegen. De gemeente in de toenmalige provincie Østfold werd in 1992 samen met de gemeenten Skjeberg en Tune bij  Sarpsborg gevoegd. De parochiekerk van Varteig dateert uit 1859.